# Mindre glansfly
Mindre glansfly, Elaphria venustula är en fjärilsart som beskrevs av Jacob Hübner 1790. Mindre glansfly ingår i släktet Elaphria och familjen nattflyn, Noctuidae. Arten har livskraftiga, (LC) populationer i både Sverige och Finland. Inga underarter finns listade i Catalogue of Life.

## Bildgalleri

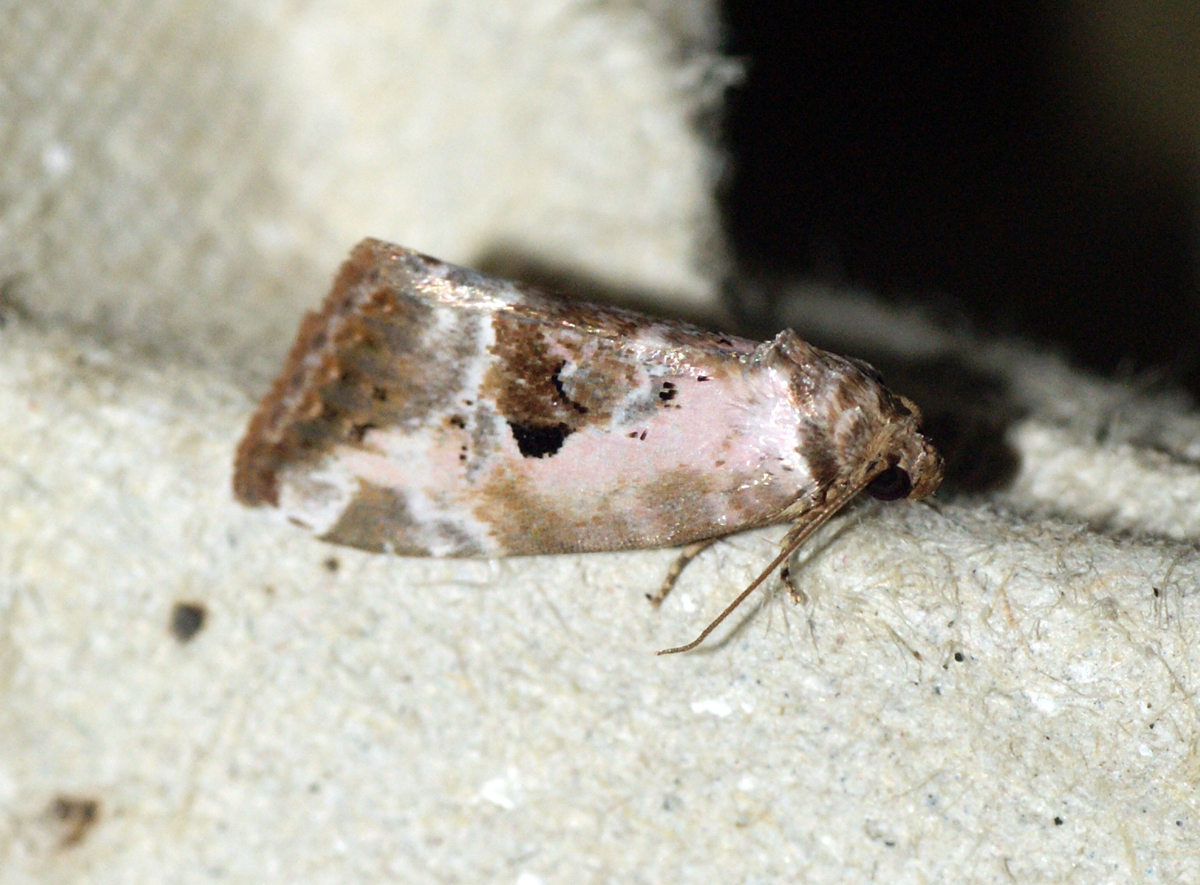
Imago fjäril
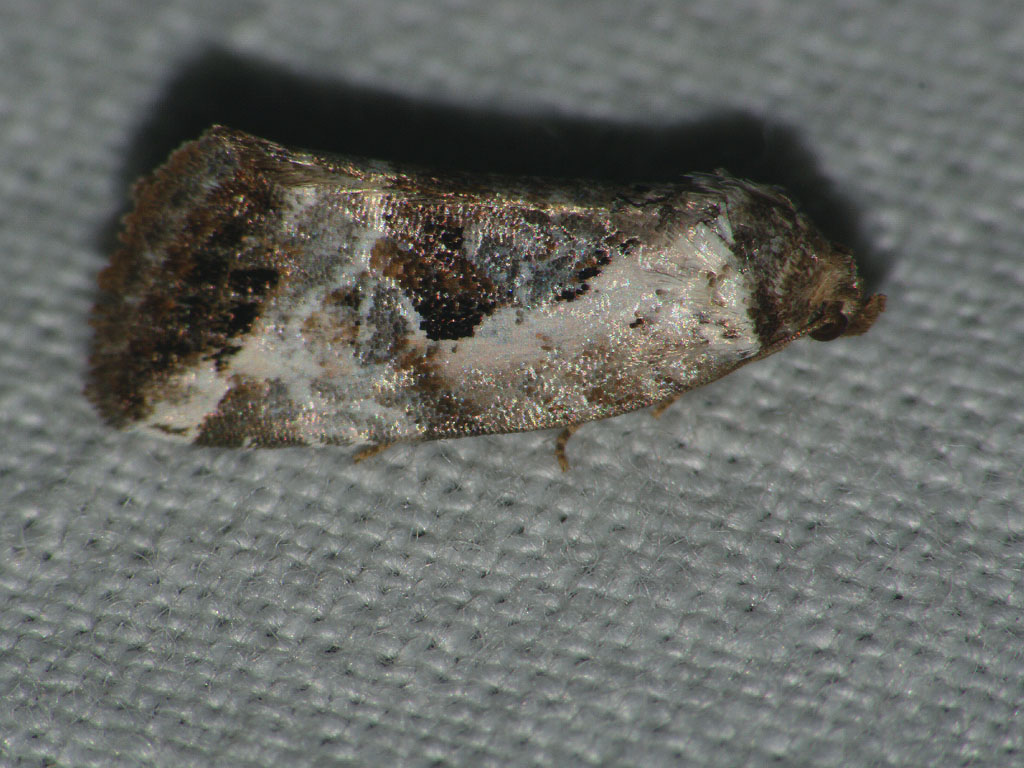
Imago fjäril
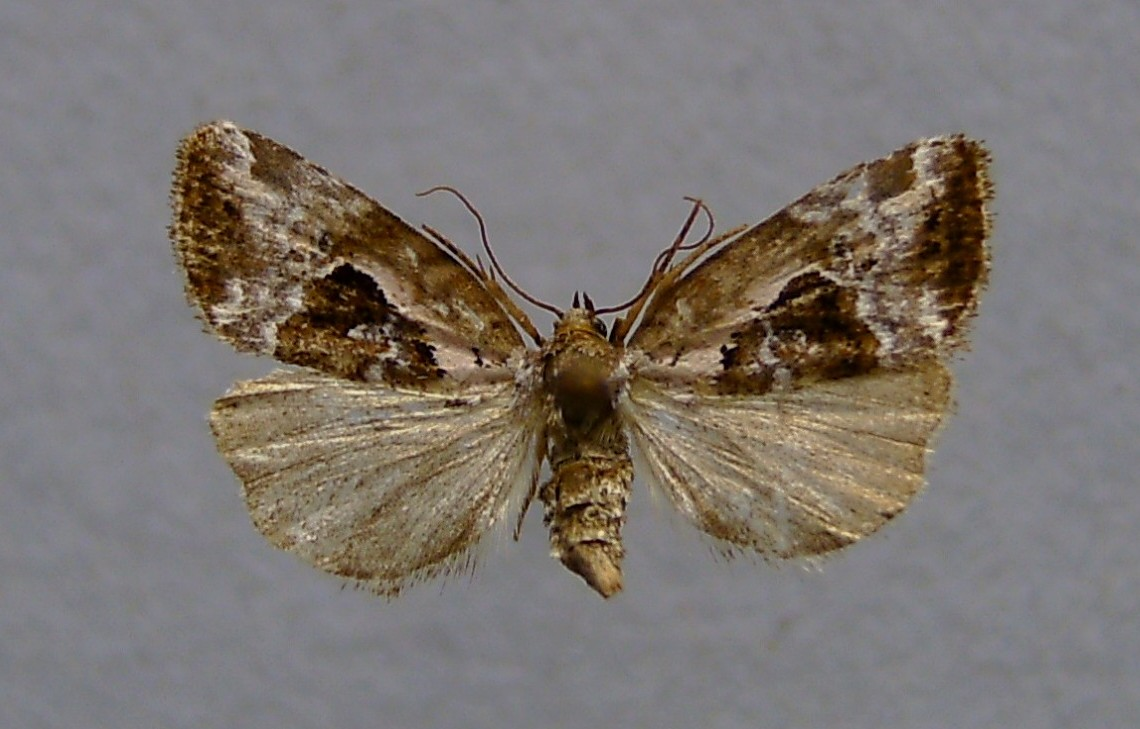
Preparerad (uppnålad) imago fjäril